# Storramsjö
Storramsjö med Södöåkern är en ö i Finland. Den ligger i Finska viken och i kommunen Ingå i den ekonomiska regionen  Raseborg i landskapet Nyland, i den södra delen av landet. Ön ligger omkring 58 kilometer väster om Helsingfors.
Öns area är 4,88 kvadratkilometer och dess största längd är 4,4 kilometer i öst-västlig riktning.

## Sammansmälta delöar
- Storramsjö 60°00′16″N 23°54′50″Ö / 60.00435°N 23.9138°Ö
- Södöåkern 59°59′55″N 23°54′53″Ö / 59.99868°N 23.91478°Ö